# Makassar-Koboldmaki
Der Makassar-Koboldmaki (Tarsius fuscus) ist eine relativ unbekannte und wenige erforschte Primatenart aus der Gruppe der Koboldmakis. Er kommt auf der südwestlichen Halbinsel von Sulawesi vor, sein Verbreitungsgebiet stimmt mit dem des Mohrenmakak (Macaca maura) überein.

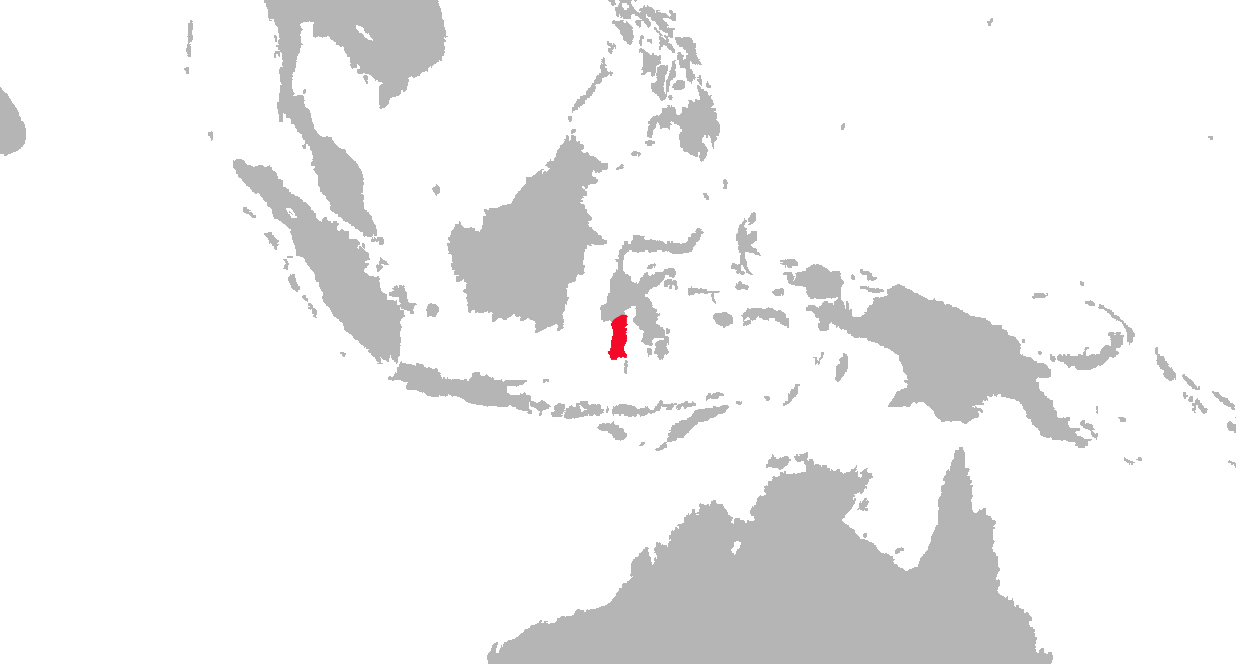
Makassar-Koboldmakis leben im Südwesten der indonesischen Insel Sulawesi

## Merkmale
Makassar-Koboldmakis sind wie alle Koboldmakis sehr kleine Primaten. Ihre Kopf-Rumpf-Länge liegt etwa bei 12,5 cm, die Schwanzlänge bei 24 bis 26 cm. Das Gewicht beträgt bei Männchen 126 bis 133 g und bei Weibchen 113 bis 124 g. Der mittlere und hintere Abschnitt des Schwanzes ist mit drei Reihen schwarzer, borstiger Haare versehen, die nach hinten zunehmend länger werden. Die Schwanzunterseite ist schuppig. Das Fell ist auf der Oberseite rotbraun, auf der Bauchseite cremefarben. Je ein schwarzer Fleck findet sich zu beiden Seiten der Schnauze, je ein weißer hinter jedem Ohr.
Von anderen Arten der Gruppe unterscheiden sie sich u. a. durch ihren vergleichsweise kurzen Schädel, der stets kürzer ist als der des Diana-Koboldmakis (Tarsius dentatus). Auch die Zahnreihen sind kurz. Im Oberkiefer findet sich ein deutliches Diastema zwischen dem Schneidezahn I2 und dem Eckzahn. Der Schwanz ist auffallend lang.

## Lebensweise
Der Makassar-Koboldmaki lebt in einer Vielzahl von Habitaten. Darunter sind primäre und sekundäre Regenwälder, Trockenwälder, Mangrovenwälder, Bergwälder bis in einer Höhe von 1500 Metern, Plantagen und Gärten. Im Nationalpark Bantimurung-Bulusaraung kommt er in einer Karstregion vor und schläft in kleinen Höhlen im Kalkstein. Die genaue Lebensweise der Art wurde bisher nicht näher erforscht. Wie andere Koboldmakis wird er nachtaktiv sein, immer wieder zu den gewohnten Schlafplätzen zurückkehren und sich vor allem von Insekten und kleinen Wirbeltieren ernähren.